# كوفينغتون (كنتاكي)
كوفينغتون (بالإنجليزية: Covington, Kentucky)‏ هي مدينة تقع في مقاطعة كينتون، كنتاكي بولاية كنتاكي في وسط جنوب شرق الولايات المتحدة. تأسست عام 1815، تبلغ مساحة هذه المدينة 35.4 (كم²)، وترتفع عن سطح البحر 155 م، بلغ عدد سكانها 40640 نسمة في عام 2010 حسب إحصاء مكتب تعداد الولايات المتحدة وتصل الكثافة السكانية فيها 1148 نسمة/كم2.

## التركيبة السكانية
حدّد مكتب تعداد الولايات المتحدة بيانات التركيبة السكانية لكوفينغتون في تعداد الولايات المتحدة. في ما يلي، التركيبة السكانية حسب تعدادي 2000 و2010.

### تعداد عام 2000
بلغ عدد سكان كوفينغتون 43,370 نسمة بحسب تعداد عام 2000، وبلغ عدد الأسر 18,257 أسرة وعدد العائلات 10,125 عائلة مقيمة في المدينة. في حين سجلت الكثافة السكانية 1,217.6 نسمة لكل كيلومتر مربع (3,153.6/ميل2). وبلغ عدد الوحدات السكنية 20,448 وحدة بمتوسط كثافة قدره 574.1 لكل كيلومتر مربع (1,486.9/ميل2).
وتوزع التركيب العرقي للمدينة بنسبة 87.05% من البيض و10.14% من الأمريكيين الأفارقة و0.24% من الأمريكيين الأصليين و0.34% من الأمريكيين ذوي الأصول الآسيوية و0.03% من سكان جزر المحيط الهادئ و0.63% من الأعراق الأخرى و1.57% من عرقين مختلطين أو أكثر و1.38% من الهسبانيون أو اللاتينيون من أي عرق.
بلغ عدد الأسر 18,257 أسرة كانت نسبة 32.5% منها لديها أطفال تحت سن الثامنة عشر تعيش معهم، وبلغت نسبة الأزواج القاطنين مع بعضهم البعض 34.3% من أصل المجموع الكلي للأسر، ونسبة 16.5% من الأسر كان لديها معيلات من الإناث دون وجود شريك،  بينما كانت نسبة 4.7% من الأسر لديها معيلون من الذكور دون وجود شريكة وكانت نسبة 44.5% من غير العائلات. تألفت نسبة 36.5% من أصل جميع الأسر من عدة أفراد يعيشون في نفس المنزل ونسبة 12% كانت تتألف من شخص يعيش بمفرده يبلغ من العمر 65 عاماً أو أكثر. وبلغ متوسط حجم الأسرة المعيشية 2.31، أما متوسط حجم العائلات فبلغ 3.08.
بلغ العمر الوسطي للسكان 33.1 عاماً. وكانت نسبة 25.7% من القاطنين تحت سن الثامنة عشر، وكانت نسبة 9.7% بين الثامنة عشر والرابعة والعشرين عاماً، ونسبة 32.4% كانت واقعةً في الفئة العمرية ما بين الخامسة والعشرين والرابعة والأربعين عاماً، ونسبة 18.6% كانت ما بين الخامسة والأربعين والرابعة والستين، ونسبة 11% كانت ضمن فئة الخامسة والستين عاماً فما فوق. يوجد لكل 100 أنثى 95.1 ذكر، ويوجد لكل 100 أنثى في الثامنة عشر من عمرها فما فوق 90.9 ذكر.
بلغ متوسط دخل الأسرة في المدينة 30,735 دولارًا، أما متوسط دخل العائلة فبلغ 38,307 دولارًا. وكان متوسط دخل الذكور 31,238 دولارًا مقابل 24,487 دولارًا للإناث. وسجل دخل الفرد الخاص بالمدينة 16,841 دولارًا. وكانت نسبة 15.5% من العائلات ونسبة 18.4% من السكان تحت خط الفقر، وكان من هؤلاء نسبة 25.6% تحت سن الثامنة عشر ونسبة 13.4% في الخامسة والستين من العمر وما فوق.

## معرض صور

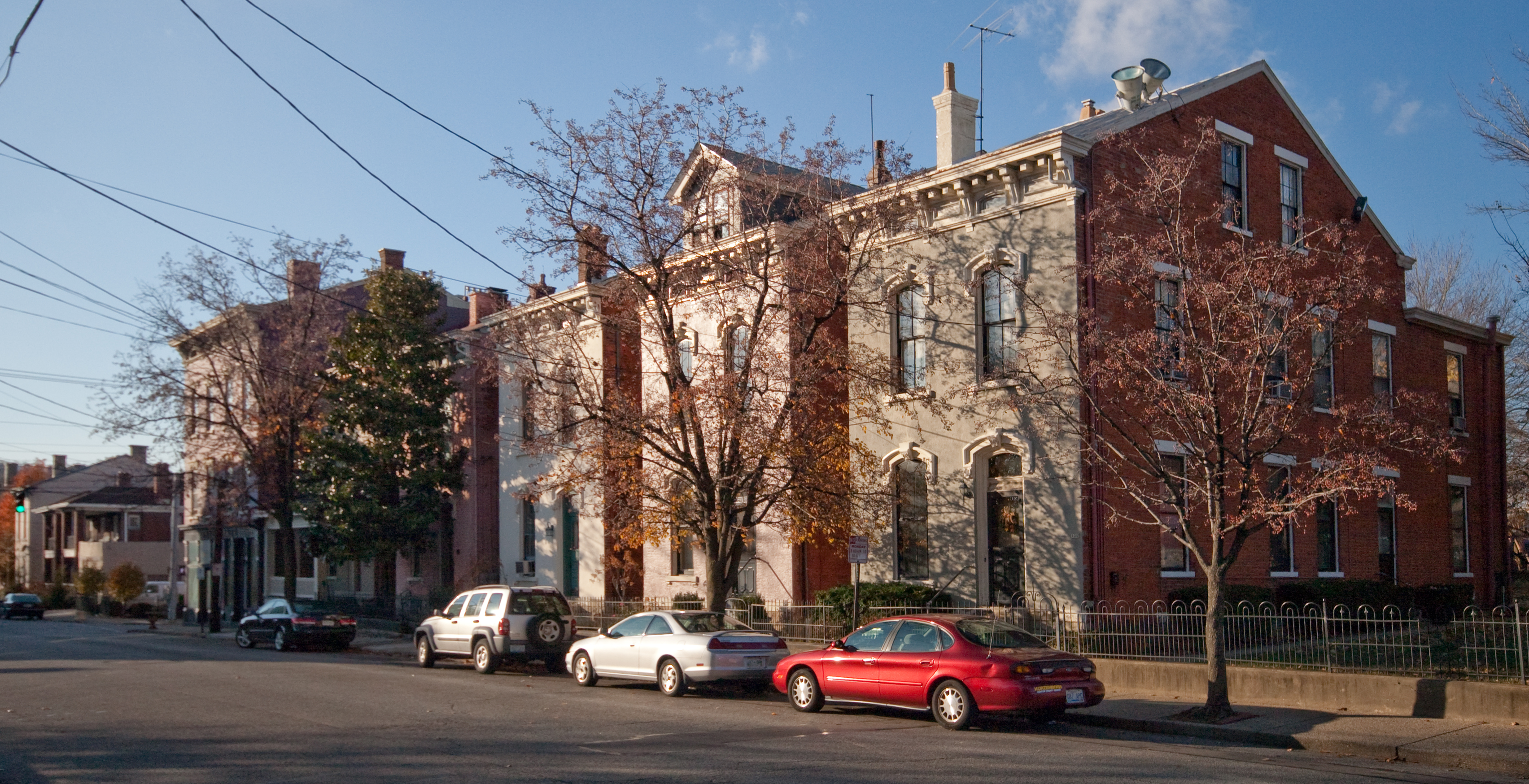
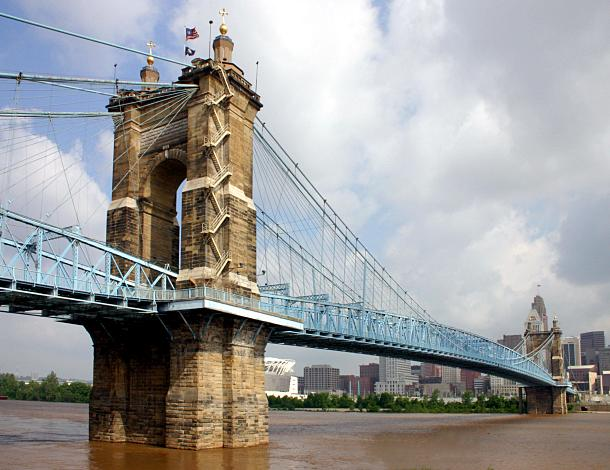
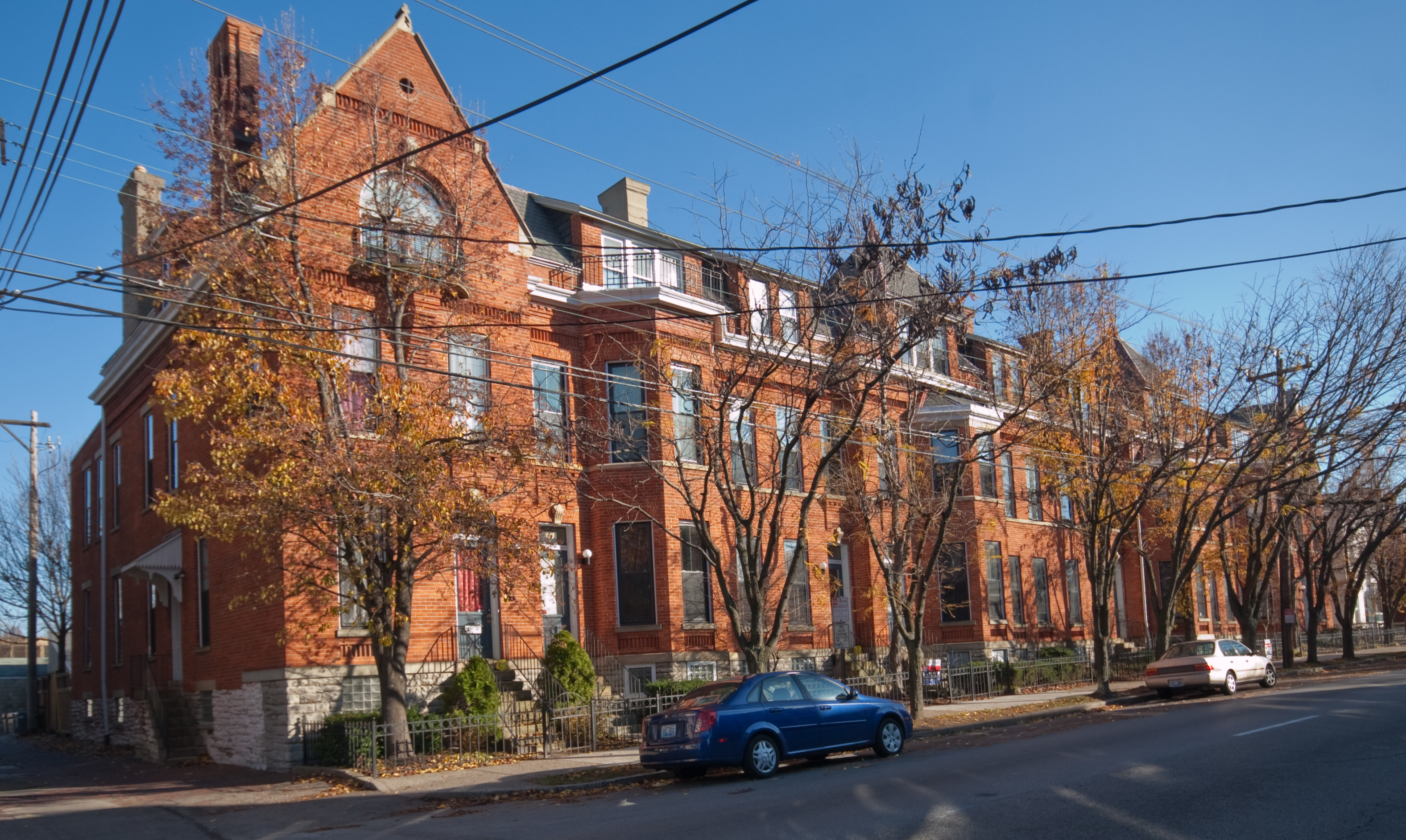
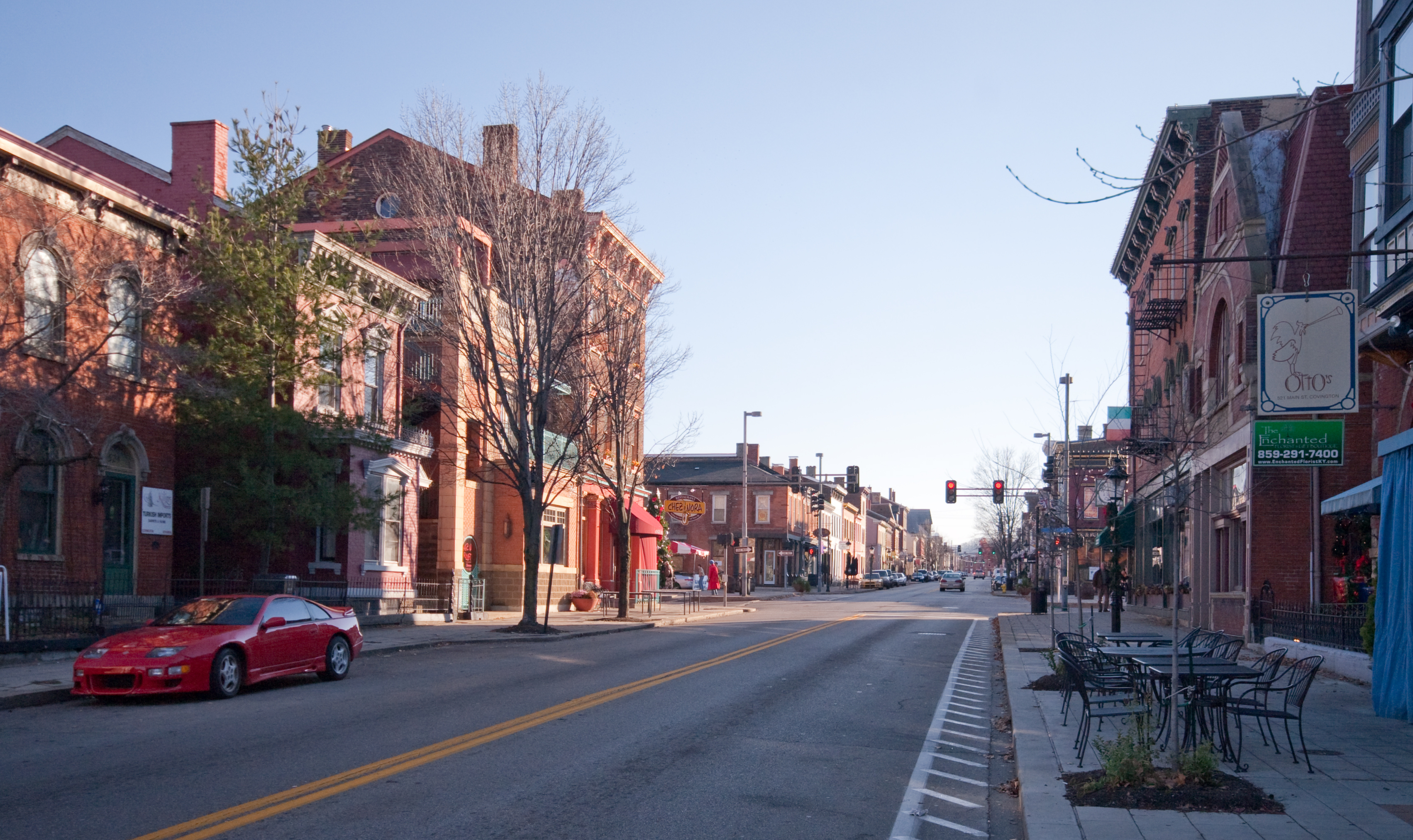
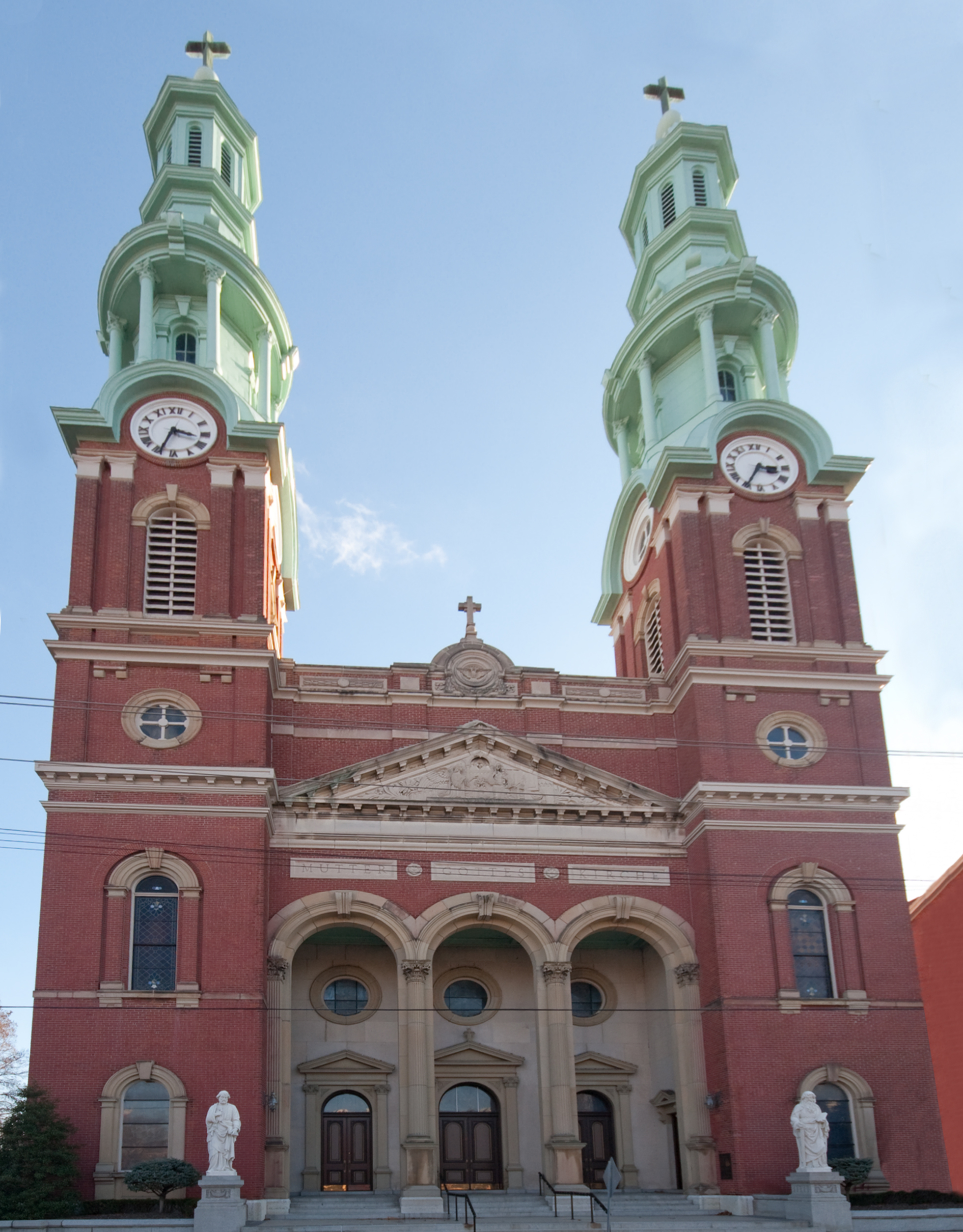

### تعداد عام 2010
بلغ عدد سكان كوفينغتون 40,640 نسمة بحسب تعداد عام 2010، وبلغ عدد الأسر 17,033 أسرة وعدد العائلات 9,016 عائلة مقيمة في المدينة. في حين سجلت الكثافة السكانية 1,140.9 نسمة لكل كيلومتر مربع (2,954.9/ميل2). وبلغ عدد الوحدات السكنية 20,053 وحدة بمتوسط كثافة قدره 563 لكل كيلومتر مربع (1,458.2/ميل2).
وتوزع التركيب العرقي للمدينة بنسبة 82% من البيض و11.92% من الأمريكيين الأفارقة و0.26% من الأمريكيين الأصليين و0.54% من الأمريكيين ذوي الأصول الآسيوية و0.15% من سكان جزر المحيط الهادئ و1.92% من الأعراق الأخرى و3.22% من عرقين مختلطين أو أكثر و3.57% من الهسبانيون أو اللاتينيون من أي عرق.
بلغ عدد الأسر 17,033 أسرة كانت نسبة 28.9% منها لديها أطفال تحت سن الثامنة عشر تعيش معهم، وبلغت نسبة الأزواج القاطنين مع بعضهم البعض 30.1% من أصل المجموع الكلي للأسر، ونسبة 17.2% من الأسر كان لديها معيلات من الإناث دون وجود شريك،  بينما كانت نسبة 5.6% من الأسر لديها معيلون من الذكور دون وجود شريكة وكانت نسبة 47.1% من غير العائلات. تألفت نسبة 37.3% من أصل جميع الأسر من عدة أفراد يعيشون في نفس المنزل ونسبة 9.7% كانت تتألف من شخص يعيش بمفرده يبلغ من العمر 65 عاماً أو أكثر. وبلغ متوسط حجم الأسرة المعيشية 2.30، أما متوسط حجم العائلات فبلغ 3.08.
بلغ العمر الوسطي للسكان 34.6 عاماً. وكانت نسبة 23.3% من القاطنين تحت سن الثامنة عشر، وكانت نسبة 9.7% بين الثامنة عشر والرابعة والعشرين عاماً، ونسبة 31% كانت واقعةً في الفئة العمرية ما بين الخامسة والعشرين والرابعة والأربعين عاماً، ونسبة 25.5% كانت ما بين الخامسة والأربعين والرابعة والستين، ونسبة 10.4% كانت ضمن فئة الخامسة والستين عاماً فما فوق. وتوزع التركيب الجنسي للسكان بنسبة 50.1% ذكور و49.9% إناث.

## أعلام
- إدي بيبودي
- بوب نابر
- ريتشارد هنري أكيرمان
- توم ثاكر
- ديني ليونز
- صموئيل إس. كونر
- روبرت إل. سورتيس
- تشارلز وولف
- بوب أرنزن
- بول فالتر

## وصلات خارجية
- covingtonky.gov
- The US50 - Cities and Towns in Kentucky State